# 富山県道211号吉作小竹線
富山県道211号吉作小竹線（とやまけんどう211ごう よしづくりこたけせん）は富山県富山市内を通る一般県道である。

## 概要

### 路線データ
- 起点：富山県富山市吉作字東割（富山県道9号富山戸出小矢部線交点）
- 終点：富山県富山市呉羽町小竹坊ケ口（富山県道321号中沖呉羽線交点）
- 実延長：1,668m

## 沿革
- 1960年（昭和35年）4月23日 - 認定[1]

## 地理

### 通過する自治体
- 富山県富山市

### 接続する道路
- 富山県道9号富山戸出小矢部線（起点：吉作交差点）
- 富山県道44号富山高岡線（呉羽本町交差点）
- 富山県道321号中沖呉羽線（終点：富山市呉羽町小竹坊ケ口）

### 周辺
- あいの風とやま鉄道線 呉羽駅
- 富山市消防局 呉羽消防署
- 桐朋学園大学 富山キャンパス（大学院大学）
- 富山県立呉羽高等学校
- 富山市立呉羽中学校
- 富山市立呉羽小学校
- 呉羽アパレル

## その他
- ゼンリンデータコム提供の電子地図では、当県道は「県道205号」として記載されている。